# فهرست ترانه‌های بیتلز

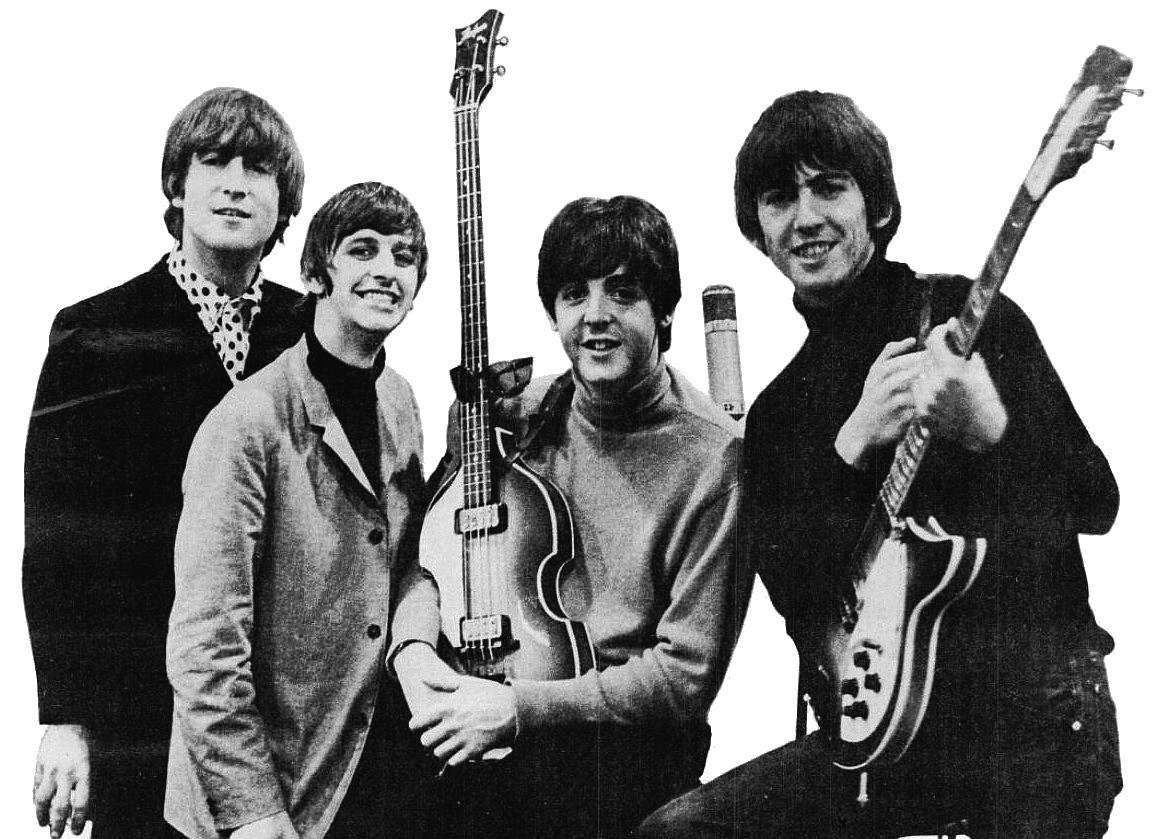
بیتلز.جان لنون ، رینگو استار ، پل مک کارتنی ، جورج هریسون

جدولی که در زیر آمده‌است شامل آهنگ‌هایی است که توسط گروه راک انگلیسی بیتلز ضبط یا نوشته شده‌است.
| نام آهنگ                        | سال  | آلبوم                         | آهنگ ساز                          |
| ------------------------------- | ---- | ----------------------------- | --------------------------------- |
| لطفاً مرا خشنود کن               | ۱۹۶۲ | لطفاً مرا خشنود کن             | جان لنون                          |
| دوستم بدار                      | ۱۹۶۲ | لطفاً مرا خشنود کن             | لنون با مک کارتنی                 |
| طعمی از عسل                     | ۱۹۶۳ | لطفاً مرا خشنود کن             | اسکات، مارلو                      |
| آنا (به سراغش برو)              | ۱۹۶۳ | لطفاً مرا خشنود کن             | آرتور آلکساندر                    |
| از من بپرس چرا                  | ۱۹۶۲ | لطفاً مرا خشنود کن             | لنون                              |
| عزیز این تویی                   | ۱۹۶۳ | لطفاً مرا خشنود کن             | باچاراچ، دیوید، دیکسون            |
| پسرها                           | ۱۹۶۳ | لطفاً مرا خشنود کن             | دیکسون، فارل                      |
| زنجیرها                         | ۱۹۶۳ | لطفاً مرا خشنود کن             | گوفین، کارول کینگ                 |
| می خواهی رازی را بدانی          | ۱۹۶۳ | لطفاً مرا خشنود کن             | لنون                              |
| او را ایستاده در آن جا دیدم     | ۱۹۶۳ | لطفاً مرا خشنود کن             | مک کارتنی با لنون                 |
| بدبختی (آهنگ)                   | ۱۹۶۳ | لطفاً مرا خشنود کن             | لنون و مک کارتنی                  |
| در ضمن دوستت دارم               | ۱۹۶۲ | لطفاً مرا خشنود کن             | مک کارتنی                         |
| جایی هست                        | ۱۹۶۳ | لطفاً مرا خشنود کن             | لنون و مک کارتنی                  |
| بچرخان و فریاد بزن              | ۱۹۶۳ | لطفاً مرا خشنود کن             | مدلی، راسل                        |
| تمام آن چه باید انجام دهم       | ۱۹۶۳ | با بیتلز                      | لنون                              |
| تمام عشق من                     | ۱۹۶۳ | با بیتلز                      | مک کارتنی                         |
| شیطان در قلب او                 | ۱۹۶۳ | با بیتلز                      | دراپکین                           |
| اذیتم نکن                       | ۱۹۶۳ | با بیتلز                      | هریسون                            |
| مرا تنگ نگه دار                 | ۱۹۶۳ | با بیتلز                      | مک کارتنی                         |
| می خواهم مرد تو باشم            | ۱۹۶۳ | با بیتلز                      | مک کارتنی با لنون                 |
| طولی نخواهد کشید                | ۱۹۶۳ | با بیتلز                      | لنون با مک کارتنی                 |
| کودک کوچک                       | ۱۹۶۳ | با بیتلز                      | لنون و مک کارتنی                  |
| پول (تمام چیزی است که می‌خواهم)  | ۱۹۶۳ | با بیتلز                      | گوردی، بردفورد                    |
| بار دومی نه                     | ۱۹۶۳ | با بیتلز                      | لنون                              |
| لطفاً آقای پستچی                 | ۱۹۶۳ | با بیتلز                      | دابینز، گارت، هلند، بیتمن، گورمن  |
| غلبه بر بتهوون                  | ۱۹۶۳ | با بیتلز                      | چاک بری                           |
| تا وقتی تو آنجا بودی            | ۱۹۶۳ | با بیتلز                      | ویلسون                            |
| تو بر من نفوذ داری              | ۱۹۶۳ | با بیتلز                      | اسموکی رابینسون                   |
| آزاد چون یک پرنده               | ۱۹۹۵ | مجموعه یک                     | لنون با مک کارتنی، هریسون و استار |
| بگذار باشد                      | ۱۹۶۹ | بگذار باشد (آلبوم)            | مک کارتنی                         |
| درحالیکه گیتارم به آرامی می‌گرید | ۱۹۶۸ | بیتلز                         | هریسون                            |
| دشت‌های ابدی توت‌فرنگی            | ۱۹۶۷ | تور اسرارآمیز و جادویی        | لنون                              |
| روزی از زندگی                   | ۱۹۶۷ | گروه کلوپ بی‌کسان گروهبان فلفل | لنون و مک کارتنی                  |
| می خواهم دستت را نگه دارم       | ۱۹۶۳ | اساتید پیشین جلد یک           | لنون و مک کارتنی                  |
| شب یک روز سخت                   | ۱۹۶۴ | شب یک روز سخت                 | لنون                              |
| و من دوستش دارم                 | ۱۹۶۴ | شب یک روز سخت                 | مک کارتنی                         |
| همیشه در همه                    | ۱۹۶۴ | شب یک روز سخت                 | لنون با مک کارتنی                 |
| نمی‌تواند برایم عشق بخرد         | ۱۹۶۴ | شب یک روز سخت                 | مک کارتنی                         |
| باید بهتر می‌دانستم              | ۱۹۶۴ | شب یک روز سخت                 | لنون                              |
| اگر دچار شوم                    | ۱۹۶۴ | شب یک روز سخت                 | لنون                              |
| من برمی گردم                    | ۱۹۶۴ | شب یک روز سخت                 | لنون                              |
| من به جایش گریه می‌کنم           | ۱۹۶۴ | شب یک روز سخت                 | لنون                              |
| من فقط از با تو رقصیدن خوشحالم  | ۱۹۶۴ | شب یک روز سخت                 | لنون                              |
| به من بگو چرا                   | ۱۹۶۴ | شب یک روز سخت                 | لنون                              |
| حرفهایی که امروز می‌زنیم         | ۱۹۶۴ | شب یک روز سخت                 | مک کارتنی                         |
| وقتی به خانه برسم               | ۱۹۶۴ | شب یک روز سخت                 | لنون                              |
| تو نمی‌توانی این کار را بکنی     | ۱۹۶۴ | شب یک روز سخت                 | لنون                              |
| عزیز در جامه سیاه               | ۱۹۶۴ | بیتلز برای فروش               | لنون و مک کارتنی                  |
| هشت روز هفته                    | ۱۹۶۴ | بیتلز برای فروش               | لنون و مک کارتنی                  |
| هر چیز کوچک                     | ۱۹۶۴ | بیتلز برای فروش               | مک کارتنی                         |
| هر کسی می‌کوشد عزیز من باشد      | ۱۹۶۴ | بیتلز برای فروش               | کارل پرکینز                       |
| من نمی‌خواهم مهمانی را خراب کنم  | ۱۹۶۴ | بیتلز برای فروش               | لنون                              |
| من به دنبال خورشید خواهم رفت    | ۱۹۶۴ | بیتلز برای فروش               | مک کارتنی                         |
| من یک بازنده‌ام                  | ۱۹۶۴ | بیتلز برای فروش               | لنون                              |
| کانزاس سیتی/هی، هی، هی          | ۱۹۶۴ | بیتلز برای فروش               | لیبر، استرولر، پنیمن              |
| مستر مون لایت                   | ۱۹۶۴ | بیتلز برای فروش               | جانسون                            |
| بدون جواب                       | ۱۹۶۴ | بیتلز برای فروش               | لنون و مک کارتنی                  |
| موسیقی راک اند رول              | ۱۹۶۴ | بیتلز برای فروش               | چاک بری                           |
| داری چکار می‌کنی                 | ۱۹۶۴ | بیتلز برای فروش               | مک کارتنی                         |
| واژه‌های عشق                     | ۱۹۶۴ | بیتلز برای فروش               | بادی هالی                         |
| عزیز نکن                        | ۱۹۶۴ | بیتلز برای فروش               | کارل پرکینز                       |
| تو داری عشقت را پنهان می‌کنی     | ۱۹۶۵ | کمک!                          | لنون                              |
| نقش را طبیعی بازی کردن          | ۱۹۶۵ | کمک!                          | راسل، موریسون                     |
| دختری دیگر                      | ۱۹۶۵ | کمک!                          | مک کارتنی                         |
| دیزی میس لیزی                   | ۱۹۶۵ | کمک!                          | لاری ویلیامز                      |
| کمک!                            | ۱۹۶۵ | کمک!                          | لنون                              |
| به تو نیاز دارم                 | ۱۹۶۵ | کمک!                          | هریسون                            |
| دیروز                           | ۱۹۶۵ | کمک!                          | مک کارتنی                         |
| آن فقط عشق است                  | ۱۹۶۵ | کمک!                          | لنون                              |
| من فقط یک صورت دیده‌ام           | ۱۹۶۵ | کمک!                          | مک کارتنی                         |
| به من بگو چه می‌بینی             | ۱۹۶۵ | کمک!                          | لنون و مک کارتنی                  |
| شب قبل                          | ۱۹۶۵ | کمک!                          | مک کارتنی                         |
| بلیط رفتن                       | ۱۹۶۵ | کمک!                          | لنون با مک کارتنی                 |
| تو خیلی دوستم داری              | ۱۹۶۵ | کمک!                          | هریسون                            |
| داری آن دختر را از دست می‌دهی    | ۱۹۶۵ | کمک!                          | لنون                              |
| ماشینم را بران                  | ۱۹۶۵ | سول پلاستیکی                  | مک کارتنی با لنون                 |
| دختر                            | ۱۹۶۵ | سول پلاستیکی                  | لنون                              |
| اگر من به کسی نیازمند بودم      | ۱۹۶۵ | سول پلاستیکی                  | هریسون                            |
| من به درونت نگاه می‌کنم          | ۱۹۶۵ | سول پلاستیکی                  | مک کارتنی                         |
| در زندگی ام                     | ۱۹۶۵ | سول پلاستیکی                  | لنون با مک کارتنی و جرج مارتین    |
| میشل                            | ۱۹۶۵ | سول پلاستیکی                  | مک کارتنی با لنون                 |
| چوب نروژی (این پرنده پرواز کرد) | ۱۹۶۵ | سول پلاستیکی                  | لنون                              |
| مرد نا کجا آباد                 | ۱۹۶۵ | سول پلاستیکی                  | لنون                              |
| فرار برای زندگی ات              | ۱۹۶۵ | سول پلاستیکی                  | لنون                              |
| کلمه                            | ۱۹۶۵ | سول پلاستیکی                  | لنون با مک کارتنی                 |
| به فکر خودت باش                 | ۱۹۶۵ | سول پلاستیکی                  | هریسون                            |
| صبر کن                          | ۱۹۶۵ | سول پلاستیکی                  | لنون و مک کارتنی                  |
| چه می‌گذرد                       | ۱۹۶۵ | سول پلاستیکی                  | لنون مک کارتنی و استار            |
| تو نمی‌خواهی مرا ببینی           | ۱۹۶۵ | سول پلاستیکی                  | مک کارتنی                         |
| و پرنده ات می خواند             | 1966 | هفت‌تیر                        | لنون                              |
| دکتر رابرت                      | 1966 | هفت‌تیر                        | لنون                              |
| برای هیچ کس                     | 1966 | هفت‌تیر                        | مک کارتنی                         |
| النر ریگبی                      | ۱۹۶۶ | هفت‌تیر                        | مک کارتنی با لنون                 |
| روز بخیر نور خورشید             | 1966 | هفت‌تیر                        | مک کارتنی                         |
| باید تو را به زندگی ام بیاورم   | 1966 | هفت‌تیر                        | مک کارتنی                         |
| اینجا، آنجا، و هر جا            | 1966 | هفت‌تیر                        | مک کارتنی                         |
| می خواهم به تو بگویم            | 1966 | هفت‌تیر                        | هریسون                            |
| من فقط خوابیده ام               | 1966 | هفت‌تیر                        | لنون                              |
| عشق به تو                       | 1966 | هفت‌تیر                        | هریسون                            |
| او گفت او گفت                   | 1966 | هفت‌تیر                        | لنون                              |
| مالیاتچی                        | 1966 | هفت‌تیر                        | هریسون و لنون                     |
| فردا هرگز نمی‌داند               | 1966 | هفت‌تیر                        | لنون                              |
| زیردریایی زرد                   | 1966 | هفت‌تیر                        | مک کارتنی با لنون                 |
| نویسنده جلد                     | 1966 | اساتید پیشین جلد دو           | مک کارتنی                         |
| پنی لین                         | 1967 | تور اسرارآمیز و جادویی        | مک کارتنی                         |